# Música minimalista
La música minimalista és un gènere de música clàssica i música experimental nascuda els anys 60. El terme deriva del concepte de minimalisme, que va ser prèviament aplicat a les arts visuals. Abans d'això van ser utilitzats termes com música processal o música sistemàtica, particularment per a músiques construïdes utilitzant unes normes molt estrictes.

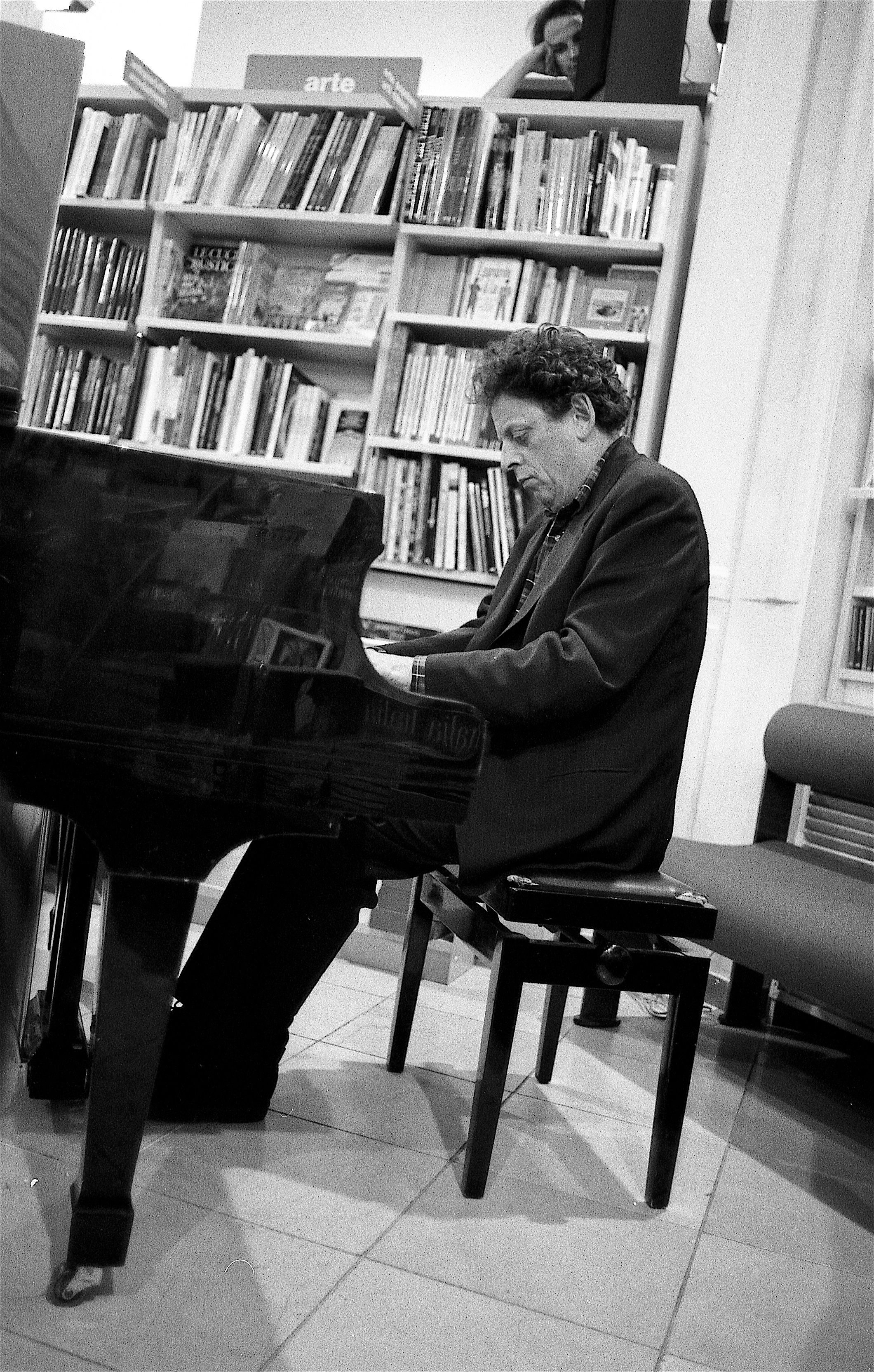
Philip Glass

## Característiques
La música minimalista mostra algunes o bé totes les característiques següents:
- Èmfasi en l'harmonia consonant, si bé dins una tonalitat funcional.
- Reiteració de frases o unitats més petites com ara figures o motius, amb subtils, graduals, i/o infreqüents variacions (sense desenvolupament musical) al llarg d'extensos períodes, possiblement limitats a la simple repetició.
- L'estancament, sovint en forma de brunzit, pulsacions, i/o tons sostinguts.

## Generalitats

### Presentació
El terme música minimalista s'utilitza generalment per designar un corrent de música contemporània que va aparèixer a la dècada de 1960 als Estats Units amb els compositors Monte Young, Terry Riley, Steve Reich i Philip Glass. El moviment es va desenvolupar principalment en les dues regions dels Estats Units tradicionalment més obertes a les innovacions artístiques i a les influències de cultures no europees: Nova York i la Costa Oest dels Estats Units. El minimalisme també va tenir seguidors a Gran Bretanya (Michael Nyman, Gavin Bryars), Països Baixos (Louis Andriessen), França (Renaud Gagneux, Bruno Letort), però continua sent sobretot un fenomen nord-americà.
El terme s'utilitza de vegades de manera més general per incloure a certs compositors de música experimental o de música postmoderna. En particular, Arvo Pärt i Henryk Górecki són de vegades qualificats com a compositors minimalistes, encara que tenen preocupacions molt diferents de les dels repetitius nord-americans.
La música minimalista va suposar una ruptura amb les avantguardes i un retorn a la música tonal, o de vegades música modal. També es caracteritza generalment per un cert desposseïment i una economia de mitjans. Depenent dels compositors, es fan servir diverses característiques: el recurs a processos sistemàtics de composició, estructures repetitives i una pulsació regular per als repetitius nord-americans; una influència de la música religiosa i de l'edat mitjana per a Arvo Pärt i Henryk Górecki; el retorn a certes formes clàssiques (quartet, simfonia...) per a John Adams.
L'any 1976, retrospectivament, va ser un moment important del moviment minimalista en conjunt amb la coincidència d'estrenes de Music for 18 Musicians de Reich, de l'òpera Einstein on the Beach de Glass, de De Staat de Louis Andriessen, de Für Alina', la peça fonamental de l'estil tintinnabuli d'Arvo Pärt i de la Tercera Simfonia per Henryk Górecki. Totes aquestes obres tenen en comú, a més de la data de les estrenes, que representen un fulcre a la carrera dels seus compositors, ja sigui per ser la culminació d'un treball teòric o per constituir l'inici d'un nou estil d'escriptura que aportés un «buf d'aire fresc» al món de la música clàssica del segle xx.

### Context musical
La música contemporània dels anys 1950-1960 estava dominada pel serialisme integral i per l'avantguarda europea al voltant de Pierre Boulez, Luci Nono, Bruno Maderna, Luciano Berio, Karlheinz Stockhausen... Els compositors estaven experimentant amb les noves tecnologies electròniques i així asseien les bases de la música electrònica i de la música concreta, sota l'impuls en particular de Pierre Schaeffer, Stockhausen i Pierre Henry.
Als Estats Units era la figura de John Cage la que dominava, amb un enfocament essencialment conceptual, proper al happening, amb la indeterminació com a fil conductor. També va ser l'època de la creació del moviment artístic Fluxus, destinat a traspassar els límits de la noció mateixa d'obra d'art, que també va influir en els minimalistes. Els anys 1950-1960 també van veure el naixement i desenvolupament sota la influència de John Coltrane i Ornette Coleman, del free jazz, que va marcar particularment als compositors nord-americans de l'època.
La música popular tampoc no es pot ignorar en el context musical. El sorgiment de la dominació del rock, el descobriment a Occident de la música extra-occidental, i en particular la música índia, també van exercir una influència sobre els minimalistes.

### Sobre el terme minimalista

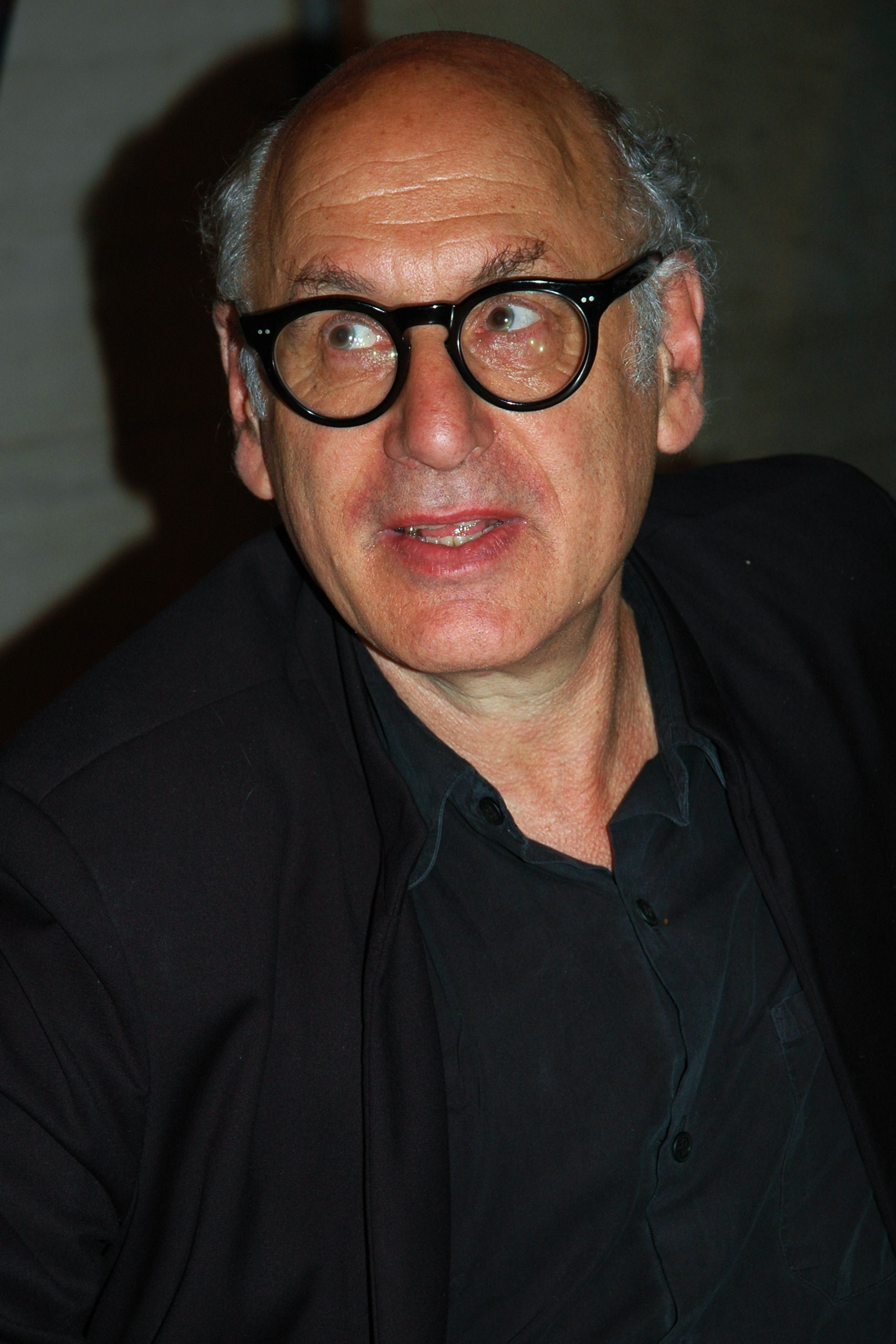
Michael Nyman,compositor i musicòleg, inventor del terme «minimalisme»

L'origen del terme «minimalista» per qualificar el corrent minimalista continua sense estar clar. La paternitat s'atribueix generalment al compositor britànic Michael Nyman al seu llibre de 1974 Experimental Music: Cage and beyond No obstant això, ja el 1968 el mateix Nyman havia utilitzat el terme «minimal» en un article titulat Minimal Music, sobre el treball dels compositors Cornelius Cardew i Henning Christiansen. El terme «minimalista» serà més tard utilitzat per Nyman per descriure no només el corrent nord-americà, sinó també la producció de la música experimental anglesa (inclosos els compositors Gavin Bryars, Christopher Hobbs, Michael Parsons...).
El 1965, la historiadora de l'art Barbara Rose havia citat l'obra Dream Music de La Monte Young, a les dinàmiques característicament suaus de Morton Feldman, i a diversos compositors no nomenats «tots, en major o menor grau, en deute amb John Cage» com a exemples d'«art mínim», però no va utilitzar específicament l'expressió «música mínima».
El crític musical i compositor Tom Johnson, un dels pocs compositors que s'autoidentifica com a minimalista, també reclama haver estat el primer a usar la paraula al març de 1972 en relació amb la crítica de un concert d'Alvin Lucier per The Village Voice.
| «             | La idea de minimalisme és molt més àmplia del que la majoria de la gent pensa. Inclou, per definició, qualsevol música que treballi amb materials mínims o limitats: peces que usen només unes poques notes, peces que usen només unes poques paraules o text, o peces escrites per a molt pocs instruments, com antics timbals, rodes de bicicleta o gots de whiskey. Inclou peces que mantenen un estrèpit electrònic bàsic durant molt de temps. Inclou peces realitzades exclusivament a partir d'enregistraments de rius i rierols. Inclou peces que es mouen en cercles infinits. Inclou peces que configuren una paret immòbil de so de saxofon. Inclou peces que triguen molt a passar gradualment d'un tipus de música a un altre. Inclou peces que permeten tots els tons possibles, sempre que es trobin entre do i re. Inclou peces que alenteixen el tempo a dues o tres notes per minut. | The idea of minimalism is much larger than many people realize. It includes, by definition, any music that works with limited or minimal materials: pieces that use only a few notes, pieces that use only a few words of text, or pieces written for very limited instruments, such as antique cymbals, bicycle wheels, or whiskey glasses. It includes pieces that sustain one basic electronic rumble for a long time. It includes pieces made exclusively from recordings of rivers and streams. It includes pieces that move in endless circles. It includes pieces that set up an unmoving wall of saxophone sound. It includes pieces that take a very long time to move gradually from one kind of music to another kind. It includes pieces that permit all possible pitches, as long as they fall between C and D. It includes pieces that slow the tempo down to two or three notes per minute. | » |
| — Tom Johnson | | |   |

Johnson utilitzarà el terme minimalista per descriure les composicions de Steve Reich, però el vocabulari era canviant i, de vegades, ell mateix utilitza «música hipnòtica». El 1977, el periodista va escriure un article titulat What is Minimalism really about? en què el terme «música minimalista» ja estava ben establert. També es troben els termes de pulse music, systems music, process music, trance music, hypnotic music, o en francès, música repetitiva, que és àmpliament utilitzat a França, i és el terme que Steve Reich troba el «menys dolent».
L'adjectiu minimalista, i més encara l'adjectiu minimal (mínim), introdueix confusió sobre la naturalesa de la música minimalista. Tot i que aquesta última utilitza material musical parsimoniós i una certa economia d'estructures musicals, el terme descriu malament la naturalesa de la música. De fet, les peces poden ser molt llargues, requerir un gran nombre de músics i l'orquestració pot ser força complexa. També es pot percebre com a pejoratiu, en el sentit que la «música mínima» seria inferior a la «música normal» i hauria requerit poc esforç de treball de composició. Una altra confusió sorgeix del fet que el minimalisme és un terme pres dels historiadors de l'art, i que la música minimalista no sempre comparteix similituds amb el minimalisme de les arts visuals.
Els compositors generalment no estan satisfets del tot amb l'apel·lació. Només La Monte Young troba adequat el terme, i només per a les primeres obres. Philip Glass prefereix el terme «música sense intenció» o «música d'estructura repetitiva».

## Història
La paraula minimalisme va ser utilitzada amb relació a la música el 1968 per Michael Nyman en una crítica de l'obra The Great Digest, de Cornelius Cardew. Nyman va expandir la seva definició del minimalisme a la música al seu llibre de 1974 Música Experimental: Cage i Més Enllà. Tom Johnson, un dels pocs compositors que van identificar-se com a minimalistes també reclama haver estat la primera persona a utilitzar la nova paraula per descriure l'estil. El descriu així (1989):
«La idea de minimalisme és molt més àmplia de la que la majoria de la gent pensa. Això inclou, per definició, qualsevol música que treballa amb materials limitats o mínims: les peces que tan sols utilitzen unes poques notes, obres que només utilitzen unes poques paraules, o peces escrites per un nombre molt limitat d'instruments, com ara platerets antics, rodes de bicicleta o gots de whisky. Això inclou peces que mantenen constant un so baluern generat electrònicament, peces fetes exclusivament de gravacions de rius i corrents. Inclou peces que es mouen en cercles interminables. Inclou peces que utilitzen un inamovible so d'un saxòfon. Inclou peces que requereixen molt de temps per passar gradualment d'un tipus de música a un altre. Inclou peces que permeten totes les notes, combinacions possibles, mentre modulen entre els tons de do i re. Inclou peces que s'executen en un temps que no sobrepassa les dos o tres notes per minut.»
Molta gent, especialment els fans de la música popular, van considerar la música minimalista menys difícil de sentir que el serialisme i d'altres músiques d'avantguarda. Per a uns quants, especialment amants de la música romàntica i fins i tot més nova, era una forma de música que consideraven avorrida, per excés de repeticions, aparent falta de complexitat i la rigidesa de la música processada.
Probablement no tan conegut La Monte Young és considerat generalment com el 'pare' del minimalisme. Els compositors minimalistes més importants són John Adams, Philip Glass, Steve Reich i Terry Riley, i sovint s'hi inclouen Michael Nyman i Tom Johnson.
Hi ha molta varietat de música anomenada minimalista, normalment fent referència a la instrumentació, estructura o la tècnica. Les primeres composicions de Glass i Reich tendien a ser molt austeres, amb un petit embelliment del tema, i escrites per a una agrupació petita d'instrumentistes (on els compositors hi formaven part), com, per exemple al cas de Glass, utilitzant orgues elèctrics, vents (particularment saxòfons) i vocalistes. La tendència de Reich era posar èmfasi en instruments de percussió; aquestes obres podien ser escrites per una combinació qualsevol d'aquests instruments, com una peça de Reich, anomenada Six Pianos.
Les obres d'Adams són escrites, en la seva majoria, per les agrupacions més tradicionals: orquestra, quartet de corda i també piano sol. Tot i així, no només Adams en va fer; els quatre grans minimalistes tenen igualment simfonies, quartets, etc. Les seves obres tendeixen a ser més audibles per l'oïda clàssica; té un cor minimalista però la filosofia i l'estil en la realització és més tradicional, i una frase d'una obra d'Adams és menys semblant a romandre inalterable i amb els mateixos instruments (o instrument) al llarg d'un bon temps que no pas el que freqüentment identifiquem en altres obres minimalistes. Algunes obres orquestrals d'Adams han estat descrites com a maximalistes, encara que aquesta no és una paraula reconeguda per crítics i editors, ja que indueix a confusions pel seu significat. Per exemple, el serialista Charles Wuorinen s'autoidentificava com a maximalista.
David Cope (1997) remarca les següents qualitats:
- Silenci
- Música conceptual
- Brevetat
- Continuïtat: requereixen modulacions lentes
- Música basada en motius i fases, incloent-hi repeticions.

S'ha de dir que el moviment minimalista musical només té algunes relacions ocasionals amb el moviment del mateix nom a l'art visual. Aquesta connexió és probablement una raó del perquè molts compositors minimalistes rebutgen aquest terme. Philip Glass, el grup del qual tocava inicialment en galeries d'art on amics seus artistes minimalistes visuals mostraven la seva obra, va dir en alguna ocasió, referint-se al minimalisme: Aquesta expressió hauria de desaparèixer!

## Primers compositors minimalistes
Els primers minimalistes van ser:
- David Behrman
- Barbara Benary
- Gavin Bryars
- Cornelius Cardew
- Tony Conrad
- Jon Gibson
- Philip Glass
- Terry Jennings
- Petr Kotik (nascut a Txecoslovàquia)
- Douglas Leedy
- Richard Maxfield
- Robert Moran
- Phill Niblock
- Pauline Oliveros
- Charlemagne Palestine
- Steve Reich
- Terry Riley
- Howard Skempton
- Yoshi Wada (nascut al Japó)
- La Monte Young

## Autors considerats precursors
Altres compositors les obres dels quals han estat descrites com a precedents del minimalisme:
- Jakob van Domselaer, els experiments del qual, a principis del segle xx, traduint les teories de Piet Mondrian, el moviment "De Stijl", que representa un precedent primerenc a la música minimalista.
- Aleksandr Mossolov, la composició orquestral del qual, Iron Foundry (1923) és feta a partir de patrons mecànics i repetitius.
- George Antheil, el Ballet Mecanique de 1924 és caracteritzat per la utilització de motius repetitius i motoritzats, a partir d'una instrumentació basada en pianos múltiples i percussións variades.
- Erik Satie, considerat com a precursor del minimalisme en molta de la seva música, com per exemple la banda sonora per la pel·lícula de Francis Picabia de 1924, Entr'acte, que consisteix en frases, prestades de cançons populars, ordenades de forma aparentment arbitrària i repetitiva, donant un contrapunt rítmic al film.
- Colin McPhee, el Tabuh-Tabuhan per a dos pianos i orquestra (1936) del qual, treballa la utilització de patrons motoritzats, repetitius i pentatònics agafats de la música balinesa (utilitzant, a més, una gran secció de percussió determinada)
- Carl Orff, qui, particularment a les últimes obres teatrals que va crear, Antigone (1940-49) i Oedipus der Tyrann (1957-58), utilitzen instrumentacions (sis pianos i múltiples xil·lòfons, imitant la música gamelana) i patrons musicals (motoritzats, repetitius, triàdiques) reminiscents a les últimes músiques de Steve Reich i Philip Glass
- Yves Klein, la 1947 Monotone Symphony consistent en un sol i mantingut acord, que ens recorden alguns treballs de La Monte Young.
- Morton Feldman, els treballs del qual es basen sobretot en la repetició i l'aleatorietat de motius i patrons.
- Alvin Lucier, els experiments acústics del qual intenten posar de manifest els fenòmens auditius que són més evidents a la música.

## Altres compositors
Altres compositors d'arreu del món que són considerats minimalistes són:
- Australia
  - Nigel Westlake
- Bèlgica
  - Wim Mertens
- Txecoslovàquia
  - Petr Kotik (resident als Estats Units)
- Finlàndia
  - Erkki Salmenhaara
- Alemanya
  - Peter Michael Hamel
  - Harald Weiss
  - Walter Zimmermann
- Hongria
  - Zoltán Jeney
  - László Melis
  - László Sáry
  - László Vidovszky
- Itàlia
  - Fulvio Caldini
  - Giovanni Sollima
- Japó
  - Jo Kondo
  - Yoshi Wada (resident als Estats Units)
- Països Baixos
  - Louis Andriessen
  - Simeon ten Holt
- Portugal
  - Ernesto Rodrigues
  - Telectu
- Sèrbia i Montenegro
  - Vladimir Tošić
- Sud-àfrica
  - Kevin Volans (resident a Irlanda)
- Regne Unit
  - Bob Dickinson
  - Orlando Gough
  - Steve Martland
  - Michael Nyman
  - Andrew Poppy
  - Daniel Patrick Quinn
- Estats Units
  - John Adams
  - Glenn Branca
  - Harold Budd
  - Rhys Chatham (resident a França)
  - Philip Corner (resident a Itàlia)
  - DAC Crowell
  - Kurt Doles
  - Paul Dresher
  - Arnold Dreyblatt (resident a Alemanya)
  - William Duckworth
  - Janice Giteck
  - Daniel Goode
  - Tom Johnson (resident a França)
  - Elodie Lauten
  - Daniel Lentz
  - Ingram Marshall
  - Meredith Monk
  - Tim Risher
  - Mikel Rouse
  - Frederic Rzewski
  - Stephen Scott
  - Wayne Siegel (resident a Dinamarca)
  - Carl Stone
  - Morton Subotnick

## Minimalistes místics
Uns quants compositors que van mostrar una influència religiosa han estat etiquetats com els "minimalistes místics":
- Henryk Górecki
- Hans Otte
- Arvo Pärt
- John Tavener

## Influència en el rock
Alguns dels grups de rock que han rebut algun tipus d'influència minimalista són:
- Circle
- Coil
- King Crimson
- Jim O'Rourke
- Polyrock
- Shellac
- Sigur Rós
- Sonic Youth
- Tirez Tirez
- Tortoise
- The Velvet Underground